# Ilha do Fogo
| Fogo                |                                                  |
| Localização do Fogo |                                                  |
| Gentílico: foguense |                                                  |
| Maior centro urbano | Cidade de São Filipe, cerca de 7.894 habitantes. |
| Concelhos           | Mosteiros, Santa Catarina do Fogo e São Filipe   |
| Área                | 476 km²                                          |
| População           | 37.861                                           |
| Grupo               | Ilhas de Sotavento                               |
| Elevação máxima     | 2.829 m, Pico do Fogo                            |
| Coordenadas         | 15° 03′ N e 14° 48′ N 24° 16′ W e 24° 30′ W      |
| Mapa do Fogo        |                                                  |

Fogo (ou Djarfogo que significa Ilha do Fogo) é uma das 10 ilhas que constituem o arquipélago de Cabo Verde. Foi a segunda ilha a ser povoada. São Filipe é a terceira cidade mais antiga do arquipélago, atualmente divide com Mosteiros a posição de 5ª maior cidade do país. A ilha é vulcânica e é a mais saliente do grupo, devido à altitude do vulcão Pico do Fogo. O vulcão tem estado historicamente activo e sua última erupção teve início em 23 de Novembro de 2014. A sua característica mais espetacular é uma caldeira com 9 km de largura, com uma bordeira de 1 km de altura. A caldeira tem uma fenda, em sua parede oriental, e um grande pico eleva-se em seu centro. O cone central Pico constitui o ponto mais elevado da ilha (2829 m) e seu cume é cerca de 100 m mais alto do que a bordeira da cratera que o circunda. Lava do vulcão central da caldeira tem alcançado a costa oriental da ilha em tempos históricos.

## Demografia
A ilha do Fogo possuía, em 2010, 36.447 moradores,  divididos em três territórios municipais :
- São Filipe: 21.871 habitantes [2010]
- Mosteiros: 9.364 habitantes
- Santa Catarina do Fogo: 5.212 habitantes.

## Serviços de Saúde
Localizam-se apenas em um município:
- Hospital São Filipe
- Hospital São Francisco De Assis, em São Filipe

## Transportes
O único aeroporto (Aeródromo) localiza-se em São Filipe, com voos irregulares para a capital, Praia.
A empresa Cabo Verde Fast Ferry faz a conexão marítima da Ilha do Fogo, pelo porto de Vale-dos-Cavaleiros, com as demais do país. O navio Kriola tem viagens semanais de ida e volta à capital Praia, a depender das condições meteorológicas, com bilhetes custando por volta de 4.000 escudos cabo verdianos, aproximadamente 40 Euros.

## Estabelecimentos

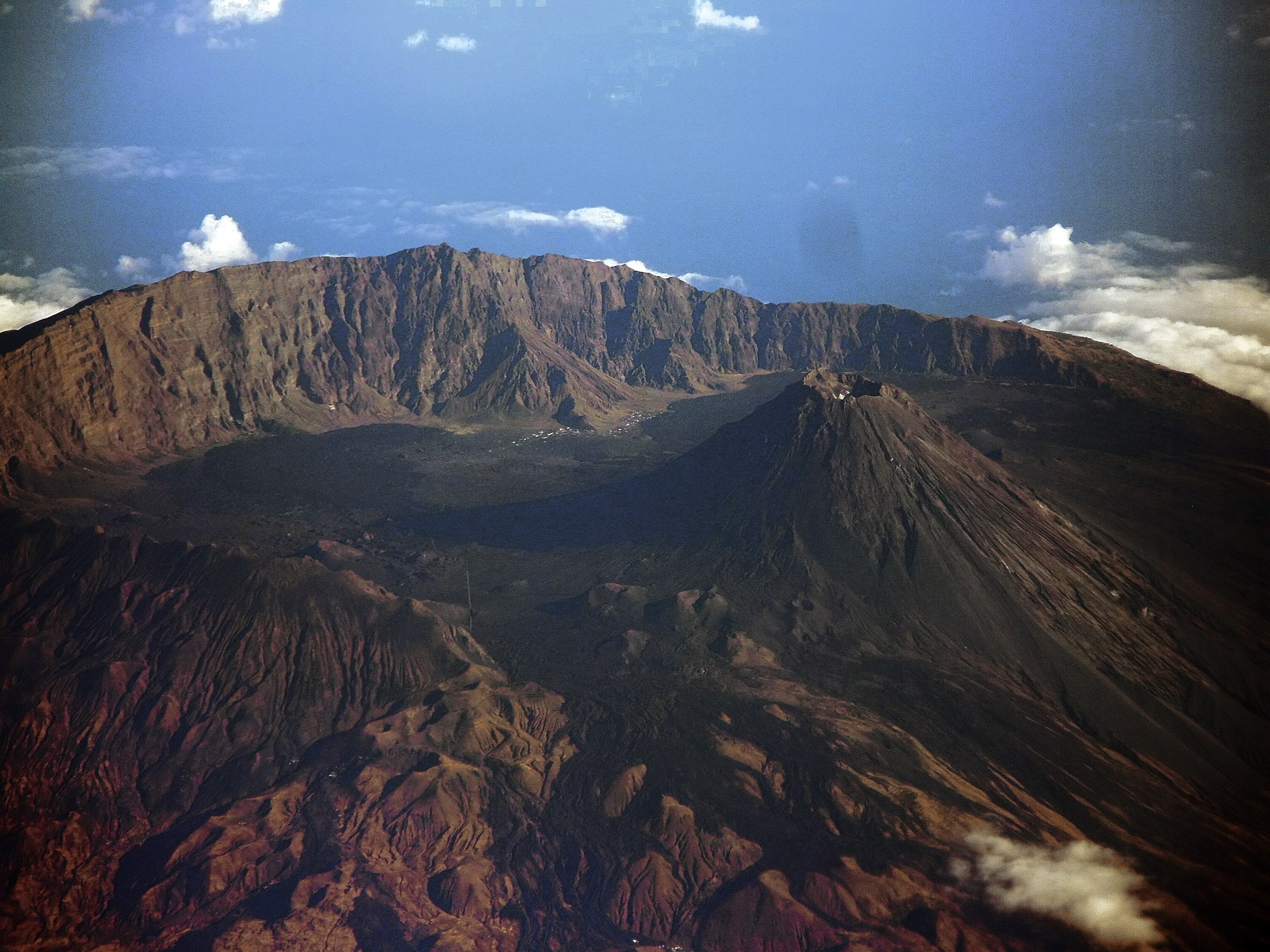
Ilha do Fogo vista da cabine do piloto de um Airbus

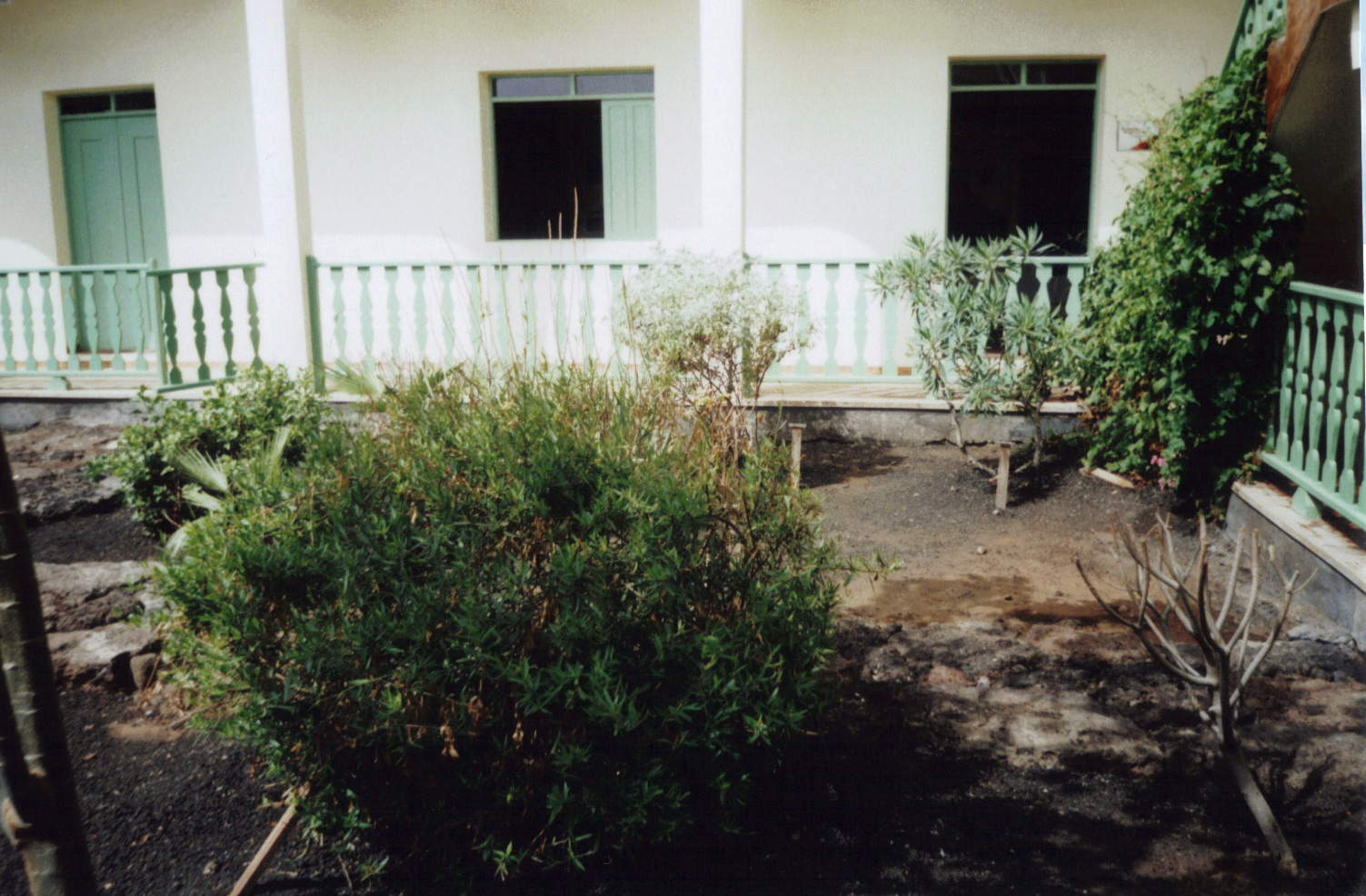
Plantas endémicas no jardim do museu em São Filipe.

- Achada Furna
- Achada Grande
- Atalaia
- Bangaeira
- Campanas
- Chã das Caldeiras
- Cova Figueira
- Cova Matinho
- Coxo
- Cisterno
- Curral Grande
- Estância Roque
- Fajãzinha
- Figueira Pavão
- Fonsaco
- Fonte Aleixo
- Furna
- Galinheiros
- Lomba
- Patim
- Monte Grande
- Monte Largo
- Monte Preto
- Mosteiros
- Ponta Verde
- Ribeira Ilhéu
- Relvas
- Ribeira Filipe
- Salto
- Santo António
- São Filipe
- São Jorge
- São Lourenço
- Vicente Dias

## Flora
Plantas endémicas da ilha do Fogo:
- Crabo bravo (Erysimum caboverdiana)
- Língua de vaca (Echium vulcanorum)
- Losma (Artemisia gorgonum), uma planta medicinal com um sabor amargo.
- Totolho (Euphorbia tuckeyana).

## Línguas
Para além do português, língua oficial, a maioria da população do Fogo usa no dia a dia uma variante local do crioulo cabo-verdiano.

## Personalidades
- Henrique Teixeira de Sousa – escritor; médico
- Pedro Monteiro Cardoso- escritor, poeta
- Pedro Verona Rodrigues Pires – ex-presidente;
- Dr. Azágua - educador, escritor, poeta.
- Júlio Lopes Correia - político, governante.
- Margarida Fontes - jornalista, poeta
- Agnelo Henriques - político, administrador
- Emanuel Miranda- Jornalista